# John Jude Palencar

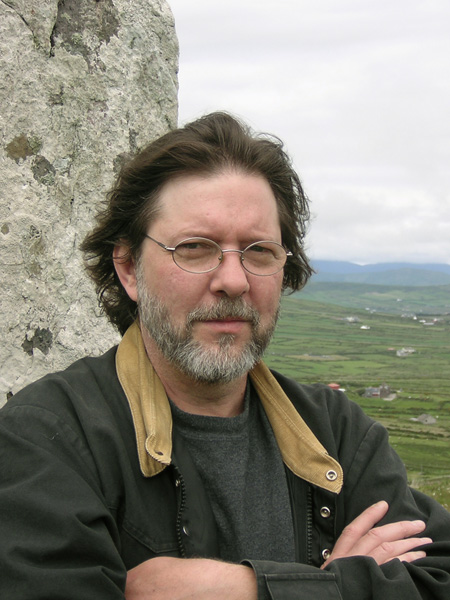
Palencar in 2004

John Jude Palencar (1957, Fairview Park, Ohio) is een illustrator van fantasy, sciencefiction en horror. Zijn bekendste werken zijn mogelijk de covers voor de Het Erfgoed-boekenreeks van de Amerikaanse schrijver Christopher Paolini. Palencar studeerde aan de Columbus College of Art and Design in 1980 en werd in 2010 onder andere genomineerd voor de World Fantasy Award in de Best Artist categorie.

## Werk
Palencar heeft tentoongesteld in talloze galerijen, colleges en universiteiten doorheen de Verenigde Staten. Hij was een aanbevolen artiest voor IDEA Magazine in Japan en vele privé en bedrijfscollecties in de VS bevatten zijn tekeningen. Palencar heeft onder meer covers getekend voor de boeken van Stephen King, die ook werken van Palencar bezit in een privécollectie.
Toen Alfred A. Knopf in 2003 Eragon publiceerde werd Palencar gevraagd om de cover voor zijn rekening te nemen. Ook voor de daaropvolgende delen - Oudste, Brisingr en Erfgoed - werd hij gevraagd. Paolini zei dat hij de vallei Palancar Valley naar hem heeft vernoemd nog voor Palencar de cover voor Eragon illustreerde.

## Lijst van werken
- 1982 - The Secret, door Byron Preiss
- 1986 - Teot's War
- 1987 - Lord of the Crooked Paths
- 1987 - Chthon
- 1988 - The Serpent's Egg
- 1989 - Master of the Fearful Depths
- 1989 - Blood Storm
- 1991 - Tehanu: The Last Book of Earthsea
- 1992 - The Hollow Man
- 1993 - The Hollow Man
- 1993 - Impossible Things
- 1993 - Blood Pact
- 1993 - Blood Lines
- 1994 - The Forest House
- 1994 - LoveDeath
- 1994 - Earthsong
- 1995 - The Forest House
- 1995 - Dreams of Terror and Death: The Dream Cycle of H.P. Lovecraft
- 1995 - Testament
- 1995 - Evolution's Shore
- 1995 - Becoming Human
- 1996 - The Transition of H.P. Lovecraft: The Road to Madness
- 1996 - Return to Avalon
- 1996 - Attila's Treasure
- 1996 - Archangel
- 1997 - The Lady of Avalon
- 1997 - Jovah's Witness
- 1997 - Blood Trail
- 1997 - Blood Price
- 1997 - Blood Debt
- 1998 - The Alleluia Files
- 1998 - Tales of the Cthulhu Mythos
- 1998 - Fire Watch
- 1999 - The Terrorists of Irustan
- 2000 - Forests of the Heart
- 2000 - Daughter of the Forest
- 2001 - The Redemption of Althalus
- 2001 - The Onion Girl
- 2001 - the Bone Doll's Twin
- 2001 - Son of the Shadows
- 2001 - Kushiel's Dart
- 2001 - Forests of the Heart
- 2001 - Empty Cities of the Full Moon
- 2001 - Daughter of the Forest
- 2001 - Child of the Prophecy
- 2002 - Son of the Shadows
- 2002 - Daughter of the Forest
- 2002 - Child of the Prophecy
- 2002 - Kushiel's Chosen
- 2003 - Kushiel's Avatar
- 2003 - Shadows Over Baker Street
- 2003 - Eragon
- 2005 - Eldest
- 2005 - Four & Twenty Blackbirds
- 2005 - The Lord of the Rings
  - 2005 - The Fellowship of the Ring
  - 2005 - The Two Towers
  - 2005 - The Return of the King
- 2006 - Star Wars: Darth Bane: Path of Destruction
- 2006 - Wings To The Kingdom
- 2006 - The Black Tattoo
- 2006 - Kushiel's Scion
- 2007 - The Horror in the Museum
- 2007 - Fatal Revenant
- 2008 - Brisingr
- 2011 - Inheritance